# Партия независимости Пуэрто-Рико
Партия независимости Пуэрто-Рико (исп. Partido Independentista Puertorriqueño) созданная в 1946 году  политическая партия, целью которой являлась независимость Пуэрто-Рико, полученная мирными политическими методами. Периодически проводит кампании против американского военного присутствия на острове. Это третья партия Пуэрто-Рико, значительно уступающая по влиянию в обществе двум ведущим партиям острова.
В 2007 году в поддержку Партии независимости Пуэрто-Рико выступил Габриэль Гарсиа Маркес.